# Какінада
Какінада (listenⓘ; раніше відома як Коканада) — портове місто та муніципальна корпорація в індійському штаті Андгра-Прадеш. Розташоване вздовж Бенгальської затоки, воно слугує штаб-квартирою округу Какінада та є значним економічним і культурним центром регіону. Це шосте за чисельністю населення місто в штаті та визнане одним із найзручніших для життя та найчистіших міст Індії серед міст з населенням менше мільйона. Какінада, яку називають «раєм пенсіонерів», відома своїм добре спланованим плануванням і сучасною інфраструктурою.
Історично склалося так, що Какінада була найбільш густонаселеним містом в Андгра згідно з переписом населення Індії 1891 року, і це місце в основному зберігалося до 1931 року. Під час британського правління це був вихідний пункт Букінгемського каналу. Місто відоме в культурному відношенні солодощами «Какінада Каджа» та випустило кількох видатних акторів кіно телугу. Історично склалося так, що всіх народів телюгу в таких країнах, як Бірма та Малайзія, називали «Корангі», назва походить від сусіднього порту Корінга, який був ключовим пунктом міграції в Андгра.
Економіка Какінади ґрунтується на таких галузях, як виробництво добрив, видобуток природного газу, нафтопереробні заводи харчової олії та харчова промисловість. Це також зростаючий центр інформаційних технологій та виробництва електроенергії. Какінада відіграє важливу роль у басейні Крішна-Годаварі як ключовий центр нафтохімічних компаній. Місто має як порт для якірної стоянки, так і глибоководний порт, що відіграє вирішальну роль в експорті морепродуктів і сільськогосподарської продукції.
Какінада також є освітнім центром, де розташовані такі установи, як Технологічний університет імені Джавахарлала Неру (JNTU), медичний коледж Ранґарая та кампус Індійського інституту зовнішньої торгівлі (IIFT). Найближчі пам'ятки: острів Надії, який захищає місто від циклонів і цунамі, і заповідник дикої природи Корінга, де розташовані великі мангрові ліси. Какінада також слугує воротами до мальовничого регіону Конасеема. Какінада, визнане розумним містом у рамках місії «Розумні міста», продовжує розвиватися як сучасний міський центр.

## Етимологія
Назва «Какінада» має кілька теорій щодо свого походження. Одна з теорій припускає, що воно походить від слова на телугу «Кока» або «Кока», яке стосується продуктів із сарі, які зберігалися та експортувалися голландцями, коли місто було голландським поселенням. Інша теорія пов'язує назву з Kakulavada, що означає «обитель ворон», посилаючись на птахів, яких часто бачили, що ловили рибу на березі. Третя теорія пов'язує його з Какасурою, міфологічною фігурою з Рамаяни. Крім того, деякі вважають, що назва походить від імені Какічіки, стародавнього правителя регіону Венгі.
Під час британського правління місто було відоме як «Коканада». Деякі вважають, що назва «Коканада» була змінена Британською Ост-Індською компанією з «Ко-Канада» для зручності, оскільки оригінальна назва вважалася важкою для вимови. Місто також згадувалося як «Корінга», назва походить від його близькості до річки Корінга.
Назва «Коканада» набула популярності з заснуванням першої канадської баптистської місії на території під британським управлінням. Після здобуття Індією незалежності місто було офіційно перейменовано на Какінаду.

## Історія

### Голландське поселення у Джаґгернайкпурам
Під час голландської колонізації східного узбережжя Індії Голландська Ост-Індська компанія (VOC) заснувала торговий пост у районі, відомому як Джаґгернайкпурам (по-різному пишеться), у сучасній Какінаді. 25 вересня 1734 року хаджі Мухаммад Хусейн, наваб Раджамундрі, надав парвану та каул голландцям, офіційно передавши хутір «Ягернайкпалам» VOC для будівництва торгового будинку. Він був переданий британцям у 1825 році.

### Заснування та занепад порту Корінга
У 1759 році британці заснували в цьому районі суднобудівний і ремонтний завод, який став відомий як місто Корінга, розташоване на річці Корінга, рукаві річки Годаварі. Невдовзі місто стало значним морським портом і суднобудівним центром на Коромандельському узбережжі. У 1802 році був побудований док для ремонту Королівського флоту та інших суден, який став єдиним мокрим доком між Бомбеєм і Калькуттою. Історично Корінга була єдиним місцем між Калькуттою та Тринкомалі, здатним докувати та ремонтувати великі кораблі. Ця територія, включаючи мис Корі (тепер відомий як острів Надії), отримала міжнародне визнання завдяки своїм можливостям суднобудування та ремонту.
Однак прибережне розташування міста зробило його вразливим до частих штормів і повеней. У 1784 році підйом моря спричинив дрейф суден аж до Раджамандрі. Корінга також зазнала значних збитків від різних штормів, у тому числі руйнівного шторму 1789 року, який забрав 20 000 життів, і ще одного у травні 1832 року, який ще більше зруйнував територію. Найбільш катастрофічним з них був циклон 25 листопада 1839 року, штормовий сплеск якого оцінювався в 40 футів. Цей циклон повністю знищив порт і близько 20 000 суден, убивши понад 300 000 людей по всьому регіону. Ця подія була однією з перших, про яку згадав Генрі Піддінгтон, який ввів термін «циклон» для опису таких явищ.
Після катастрофи 1839 року порт Корінга так і не відновився повністю, і будинки перенесли далі вглиб країни. До 1870-х років річка стала надто мілкою, а підходи надто складними, що обмежувало роль міста обслуговуванням лише малих суден. Незважаючи на цей занепад, Корінга продовжував підтримувати деякі торгівельні зв'язки, зокрема з Молам'яйном і Рангуном. До 1901 року замулювання в гирлі річки зробило порт недоступним для великих кораблів, а до 1905 року суднобудівна діяльність припинилася, що призвело до остаточного закриття порту.

### Зростання Коканади
Із замуленням затоки Корінга Какінада, тоді відома як Коканада, стала видатним портом, замінивши Корінгу. Його стратегічне розташування та зростаючий експорт зробили його значним торговим центром у 19 столітті. Регулярне пароплавне сполучення, започатковане в 1858-59 рр., з'єднало місто з Мадрасом, Рангуном і Калькуттою, сприяючи торгівлі. До 1860-х років British India Steam Navigation Company почала регулярні морські операції в регіоні.
Громадянська війна в США (1861—1865) підвищила популярність Какінади як головного транспортного центру бавовни, пресованої в Гунтурі. У 1865 році інфраструктурні розробки включали залізний балковий міст, що з'єднує Какінаду з Джаганнадгапурамом, і маяк для підтримки морської діяльності. Ці покращення сприяли розвитку торгівлі та зв'язку в регіоні.
Какінада була створена як муніципалітет у 1866 році, що відображає його зростаюче значення. Європейська торгова палата, заснована в 1868 році, представляла європейські фірми, тоді як місцева Торгова палата працювала разом з нею, щоб сприяти торгівлі. Місцева економіка процвітала завдяки експорту бавовни, олійного насіння джингелі, цукру та рису, тоді як імпорт становив залізо та мідь. Місто також стало центром публікацій, зокрема Cocanada Advertiser, комерційної газети та Suddhiranjani, тижневика на телугу. Заміндар Пітхапурам створив середню школу в 1852 році, яку в 1884 році було перетворено в коледж другого класу, ставши Коледжем Раджі Пітапура. Невдовзі він став визначним навчальним закладом.
До 1871 року населення Какінади досягло 17 839 осіб, причому індуїсти становили 94 % населення. Протягом наступних десятиліть населення значно зросло, збільшившись на 61,8 % між 1871 і 1881 роками та на 40,5 % між 1881 і 1891 роками. До 1891 року населення Какінади досягло 40 553 осіб, що зробило місто найбільш густонаселеним містом в Андгра. Воно зберігало цю позицію до 1921 року, коли ненадовго опустилося на друге місце з населенням у 53 348 осіб, трохи попередивши Раджамандрі з 53 791 жителем. Проте до 1931 року Какінада повернула собі статус найбільшого міста регіону, а його населення зросло до 65 952 осіб.
На початку 20-го століття Какінада стала процвітаючим комерційним центром із відомими європейськими та місцевими купцями, зокрема такими фірмами, як Ralli Brothers, Gordon, Woodroffe & Co. і Volkart Brothers. Порт відігравав вирішальну роль у торгівлі в районі Годаварі та його внутрішніх районах і навіть з частинами домініонів Нізама. Місцеві промислові підприємства, такі як рисові млини, фабрики з виробництва чавуну та солеварні, підтримувані такими компаніями, як Simson & Co. та Innes & Co., сприяли економічному зростанню міста. Але її економіка залишалася переважно зосередженою на судноплавстві. Експорт порту становив бавовну (до Великобританії, Франції та Бельгії), насіння олійних культур (до Франції та Великобританії), рис (до Шрі-Ланки та Маврикія) та тютюн (до Рангуна), тоді як імпорт становив бавовняні вироби, мішки для гуні, рису та гасу.
У 1923 році в Какінаді відбулося засідання Комітету Всеіндійського конгресу (AICC) з 28 грудня по 1 січня 1924 року. Ця подія стала помітною через полеміку щодо переспіву Ванде Матарам, яка висвітлювала релігійну чутливість того часу.
Під час Другої світової війни, 6 квітня 1942 року, Какінада зазнала нальоту японської авіації. Один літак атакував порт, пошкодивши два кораблі та завдавши втрат, у тому числі одного загиблого та п'ятьох поранених. Це стало одним із перших японських повітряних нальотів на східне узбережжя Індії під час війни.

### Реорганізація району
У 1823 році, під час британського правління, округ Раджамандрі було створено в рамках президентства Мадраса. У 1859 році його було реорганізовано, що призвело до створення районів Годаварі та Кришна. Раджамандрі був штаб-квартирою округу Годаварі до 1925 року, коли округ було розділено на округи Східний Годаварі та Західний Годаварі. Какінада стала штаб-квартирою Східного Годаварі, тоді як Елуру став штаб-квартирою Західного. 4 квітня 2022 року Східний Годаварі було поділено на дві частини, що призвело до створення району Какінада зі штаб-квартирою в Какінаді.
Сьогодні Какінада є відомим портовим містом, відомим своїм промисловим і економічним значенням у штаті Андгра-Прадеш. Він залишається життєво важливим центром торгівлі, морської діяльності та культури в регіоні.

## Географія
Какінада розташована на 16°56′ пн. ш. 82°13′ сх. д. / 16.93° пн. ш. 82.22° сх. д., через місто проходить 82-градус східної довготи. Місто має середню висоту 2 метри (6,6 футів), а кілька районів розташовані нижче рівня моря.
Місто розділене на два райони, з'єднані мостами. Південна частина, Джаганнадгапурам, відокремлена від головного міста Букінгемським каналом. Канал і його відгалуження утворюють острів Медалайн, який межує з містом на південному заході.
У Какінаді є промисловий пояс, який тягнеться з півночі на південь, відокремлюючи східну частину міста від узбережжя. На південному сході в затоці Какінада та навколишніх болотах розташований другий за величиною мангровий ліс Індії, який включає заповідник дикої природи Корінга. Гутамі, притока річки Годаварі, впадає в Бенгальську затоку поблизу міста.

### Клімат
У Какінаді панує тропічний клімат савани (Кеппен: Aw), який характеризується жаркими та вологими умовами протягом більшої частини року. Найспекотніший період припадає на кінець травня та на початку червня з максимальною температурою від 38 °C до 42 °C (від 100 °F до 108 °F). Січень є найхолоднішим місяцем з мінімальною температурою від 18 °C до 20 °C (64 °F до 68 °F). Місто отримує більшу частину опадів під час південно-західного мусону, хоча воно також отримує значну кількість опадів від північно-східного мусону між серединою жовтня та серединою грудня. Какінада часто страждає від циклонів, що виникають у Бенгальській затоці.

Більшу частину року переважають південно-західні вітри, за винятком жовтня-січня, коли вони зміщуються на північний схід. Середня річна кількість опадів у місті становить від 110 до 115 сантиметрів (43-45 дюймів).
| Клімат {{{location}}} | Клімат {{{location}}} | Клімат {{{location}}} | Клімат {{{location}}} | Клімат {{{location}}} | Клімат {{{location}}} | Клімат {{{location}}} | Клімат {{{location}}} | Клімат {{{location}}} | Клімат {{{location}}} | Клімат {{{location}}} | Клімат {{{location}}} | Клімат {{{location}}} | Клімат {{{location}}} |
| Показник              | Січ.                  | Лют.                  | Бер.                  | Квіт.                 | Трав.                 | Черв.                 | Лип.                  | Серп.                 | Вер.                  | Жовт.                 | Лист.                 | Груд.                 |                       |
| --------------------- | --------------------- | --------------------- | --------------------- | --------------------- | --------------------- | --------------------- | --------------------- | --------------------- | --------------------- | --------------------- | --------------------- | --------------------- | --------------------- |

## Демографія
За даними перепису населення Індії 2011 року, населення Какінади становило 443 028 осіб, із них 222 461 чоловіків і 220 567 жінок. Міська агломерація Какінади також нараховувала 443 028 осіб, включаючи 217 459 чоловіків і 225 569 жінок, включно з околицями міста. Какінада займає 115-е місце в Індії за чисельністю населення та є одним із найбільш швидкозростаючих міст в Андгра-Прадеші.

## Управління
Муніципальна корпорація Какінада займає площу 16,63 км2 (6,42 миля2), тоді як міська агломерація простягається на площі 40,36 км2 (15,58 миля2). Міська агломерація включає муніципальну корпорацію Какінада, переписні міста, такі як Чідіга, Раманаяпета та Сур'яраопета, а також відростки Ганганапалле, Сарпаварам, Вакалапуді та Турангі.

## Економіка
Економіка Какінади в основному спирається на промисловість, сільське господарство та рибальство. Основні сільськогосподарські продукти становлять рис і кокос, тоді як у промисловому секторі домінують нафтопереробні заводи харчової олії, добрива та виробництво природного газу. Наприкінці 1940-х років, приблизно під час здобуття Індією незалежності, промислова діяльність у місті була мінімальною, а економіка була зосереджена на сільському господарстві та рибальстві. На початку 1980-х років, до заснування компаній з виробництва добрив, місцева економіка розширилася, включивши текстильну промисловість, виробництво автозапчастин, допоміжні підрозділи, пов'язані зі сталеливарністю, поряд із традиційною залежністю від сільського господарства та рибальства.

### Порт Какінади
Острів Надії, близько 5 кілометрів (3,1 миля) від узбережжя, робить порт Какінади природною гаванню. Тут розташовані два порти, а саме Анкориджський порт і глибоководний порт (а також третій порт буде побудовано в KSEZ, яким буде морський порт Грінфілд). Глибоководний порт Какінади є другим за величиною у штаті (після порту Вішакхапатнам) і першим в країні, побудованим у рамках державно-приватного партнерства в 1996 році. Ним керує Kakinada Seaports. До побудови глибоководного порту Анкорідж був найбільшим із 40 малих портів Індії.
Основними експортними товарами Какінади є морепродукти (креветки, креветки, риба) і супутні продукти, сільськогосподарська продукція (включаючи рис і кукурудзу), олійне борошно, оброблені харчові продукти, хімікати, залізна руда, бокситовий порошок і біопаливо. Імпорт становить хімічні речовини, харчові олії та сільськогосподарську продукцію (включаючи пшеницю та цукор).

### Промисловий сектор
У Какінаді розташовано низку галузей промисловості та нафтопереробних заводів харчової олії, що слугує базою для процвітаючої нафтогазової промисловості штату Андгра-Прадеш.

#### Агро−продукція
Кокоси експортують кілька компаній у Какінаді та навколо неї. Спільне підприємство EID Parry (Індія) і Cargill International, що належить Murugappa Group, Silk Road Sugars, має портовий автономний цукровий завод у Какінаді потужністю 600 000 тонн.

#### Заводи харчової олії та біопалива
У 2002 році в Какінаді було засновано кілька заводів харчової олії з потужністю переробки 3000 тонн на добу; вони становлять Acalmar Oils and Fats (поглинання Adani Wilmar), Ruchi Infrastructure і Nikhil Refineries. Порт сприяє імпорту сирої пальмової та соєвої олії.
Індустріальний парк Вакалапуді залучив понад 10 дол мільйонів інвестицій від компаній, що займаються виробництвом біодизеля, таких як Reliance Industries, Natural Bioenergy і Universal Bio Fuel. Андгра-Прадеш уклав угоду з Reliance Industries щодо посадки ятрофи. Компанія вибрала 200 акрів (81 га) землі в Какінаді для вирощування ятрофи для якісного біодизельного палива.

### Інформаційні технології

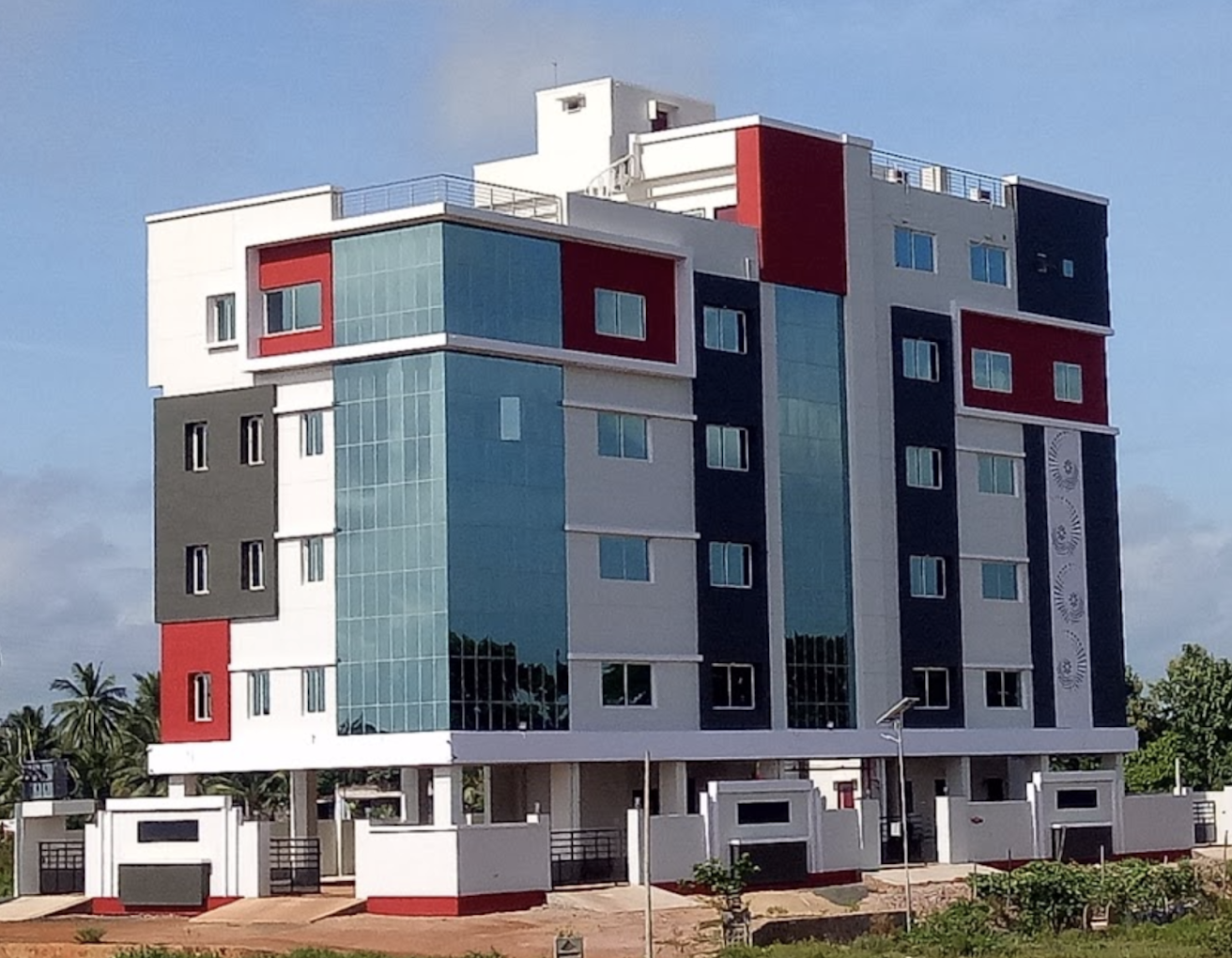
Ratan Towers на ADB Road, Какінада, де працюють такі компанії, як Krify, Avineon

Какінада — місто II рівня. Технологічні парки програмного забезпечення Індії (STPI) заснували тут у 2007 році. Відтоді в місті з'явилося кілька ІТ-компаній, головним чином завдяки освіченій робочій силі, наявній у місті.
Майже 35 програмних та ІТ-компаній працюють у Какінаді, включаючи Krify, Avineon, Cyient.
ІТ-асоціація під назвою «Годаварі ІТ-асоціація східного та західного районів Годаварі» (GITA), яка є асоціацією ІТ-компаній у побратимах районів Годаварі, була створена у 2008 році та базується в місті. З 2016 року GITA об'єдналася з «IT Association of Andhra Pradesh» (ITAAP), утворивши окремий підрозділ під назвою ITAAP Godavari Chapter.

### Генерація електроенергії
У Какінаді та навколо неї є кілька електростанцій. Spectrum Power Generation має електростанцію потужністю 208 МВт і була одним із перших незалежних виробників електроенергії в країні. Компанія планує поетапно нарощувати потужності до 1350 МВт. Було оголошено тендери на розширення потужністю 350 МВт. Електростанція потужністю 220 МВт (розширюється до 2400 МВт за ціною 100  мільярдів рупій), що належить Reliance Energy, і електростанція комбінованого циклу GVK Group потужністю 464 МВт працюють у Самалкоті (провінція Какінада). Ці станції постачають електроенергію державній електромережі AP Transco за договором купівлі електроенергії.

### Природний газ і нафта
Какінада є базою для Східного офшорного активу Oil and Natural Gas Corporation. Кілька нафтових компаній використовують Какінаду для транспортування нафти та бензину. Baker Hughes і Schlumberger є компаніями, що займаються розробкою родовищ, які працюють на морських родовищах природного газу поблизу міста. Басейн Крішна-Годаварі вважається найбільшим басейном природного газу в Індії. Значні знахідки нафти та природного газу зробили Oil and Natural Gas Corporation (ONGC), Gujarat State Petroleum Corporation і Reliance, яка видобувала газ із свого блоку KG D6 біля узбережжя Какінади. Reliance має береговий термінал у Гадімозі, приблизно за 25 кілометрів (16 миля) з Какінади для обробки та розподілу газу в інші частини країни. Reliance Gas Transportation Infrastructure (RGTIL) побудувала 1 440-кілометрів (890 миля) трубопровід із Какінади до Бгаруча (Гуджарат) для транспортування 120 мільйонів кубометрів природного газу на добу з родовищ Крішна-Годаварі (належать Reliance Industries) через Індію до її західного узбережжя. У 2010 році Рада з регулювання нафти та природного газу присудила проект розподілу газу в Какінаді компанії Bhagyanagar Gas, консорціуму GAIL і Hindustan Petroleum.

## Культура

### Фестивалі

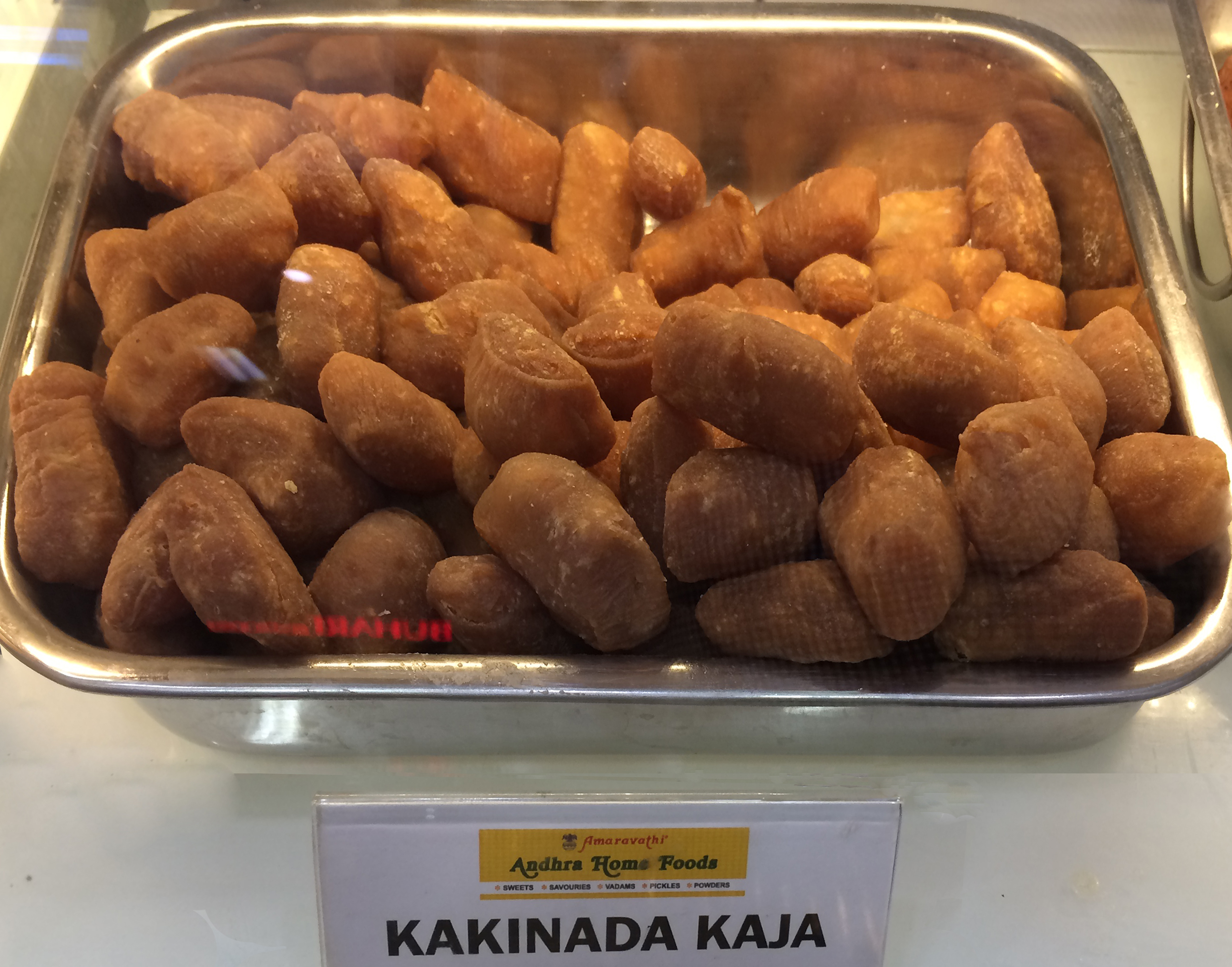
Какінада каджа, солодкий делікатес Какінади

Kakinada Beach Festival (також Sagara Sambaralu) — музичний фестиваль, що проводиться в Какінаді. Він був оголошений щорічним фестивалем урядом Андгра-Прадеш у 2012 році. Це триденний захід, на якому виступає багато артистів.

### Видатні особистості
Какінада зробила значний внесок у телугу кіно (Толлівуд) з кількома видатними акторами, актрисами та режисерами, які походять із міста. Серед видатних постатей Анджалі Деві, Сур'якантхам, Релангі, Рао Гопал Рао, Чітті Бабу, П. Андінараяна Рао, К. Пуллайя, П. Б. Срінівас, Ч. С. Рао, Крішна Бгагаван, Гуннам Гангараджу, Гутам Раджу, Омкар, Анкор Сьямала та співачка Анджана Соумія.
На додаток до свого внеску в кіно, Какінада також є батьківщиною індійського гравця в крикет Хануми Вігарі і борця за свободу Бару Алівеламми.

## Література

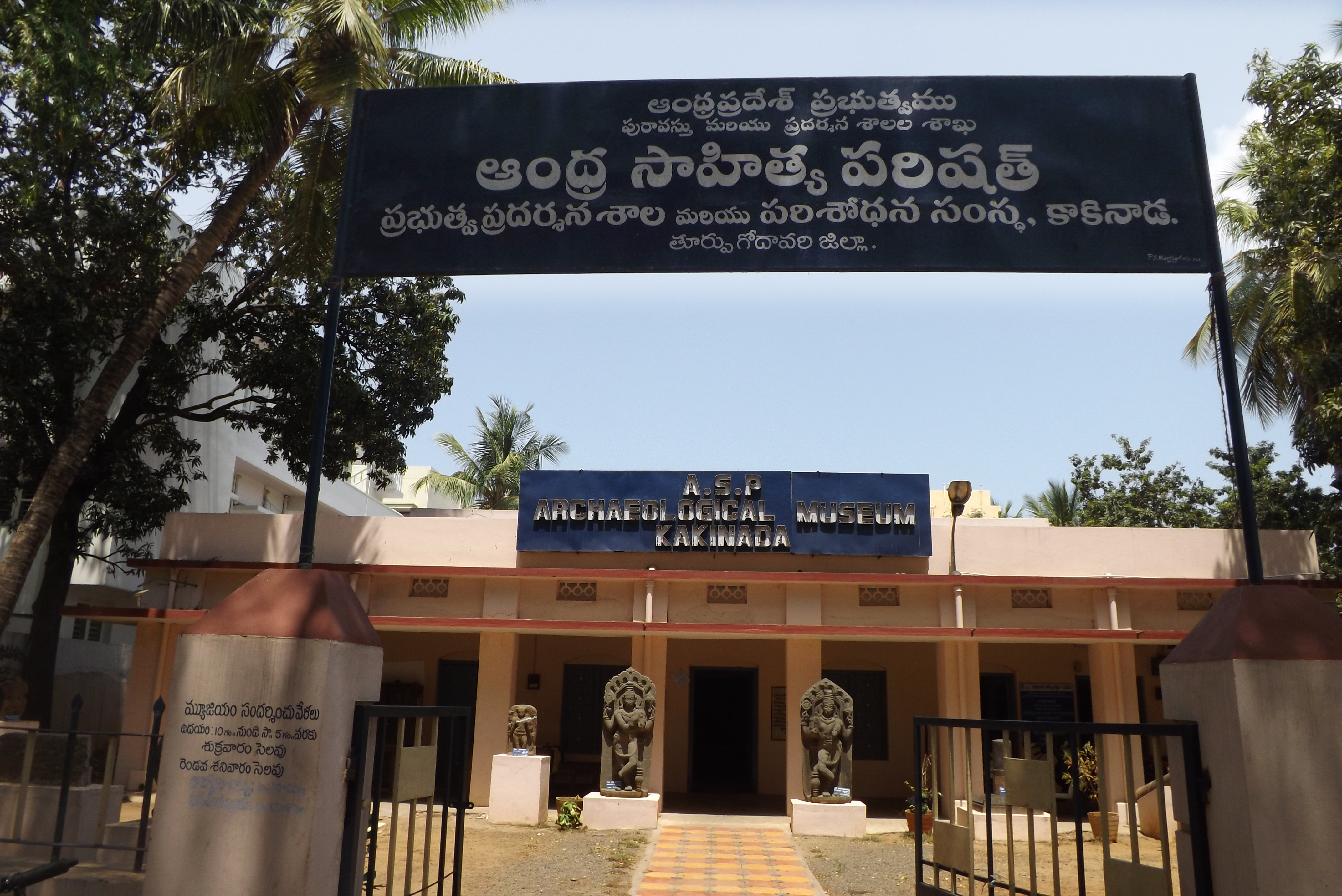
Андгра Сахітя Парішат, археологічний музей у Какінаді

## Транспорт
Місто має різні види транспорту: автомобільний, залізничний і морський. Раніше на дорогах домінували приватні міські автобуси та рикші, але після значної урбанізації основним видом міського громадського транспорту стали авторикші, і їх близько 7000 експлуатуються в межах міста, а ще 3000 — у навколишніх населених пунктах. Покриття нетранспортних засобів, мотоцикли, велосипеди. Для велосипедистів і автомобілістів передбачені велосипедні доріжки, станції для обміну велосипедами і пункти прокату велосипедів.

### Дороги
Какінада з'єднана дорогою з рештою штату та іншими містами Індії за допомогою національних автострад. Через Какінаду проходить національне шосе 216, яке тягнеться від Катіпуді до Онголе. Будується об'їзна дорога, що зменшує трафік у місті. Це добре сплановане місто з мережею доріг типу Grid. Загальна довжина доріг у місті 719,21 км.державної дороги 42 з'єднує Какінаду з іншими містами. ADB Road і Canal Road з'єднують Какінаду з Раджамагендраварамом. Уряд збирається побудувати нову національну автомагістраль до Туні вздовж узбережжя за схемою Сагарамала.

### Залізниці
Какінада-Місто та Какінада-Порт — це дві залізничні станції, що обслуговують залізничні потреби міста. Какінада-Місто віднесена до станції категорії А у Vijayawada railway division. Вона визнана однією зі станцій Адарш дивізії в зоні Південно-Берегової залізниці.

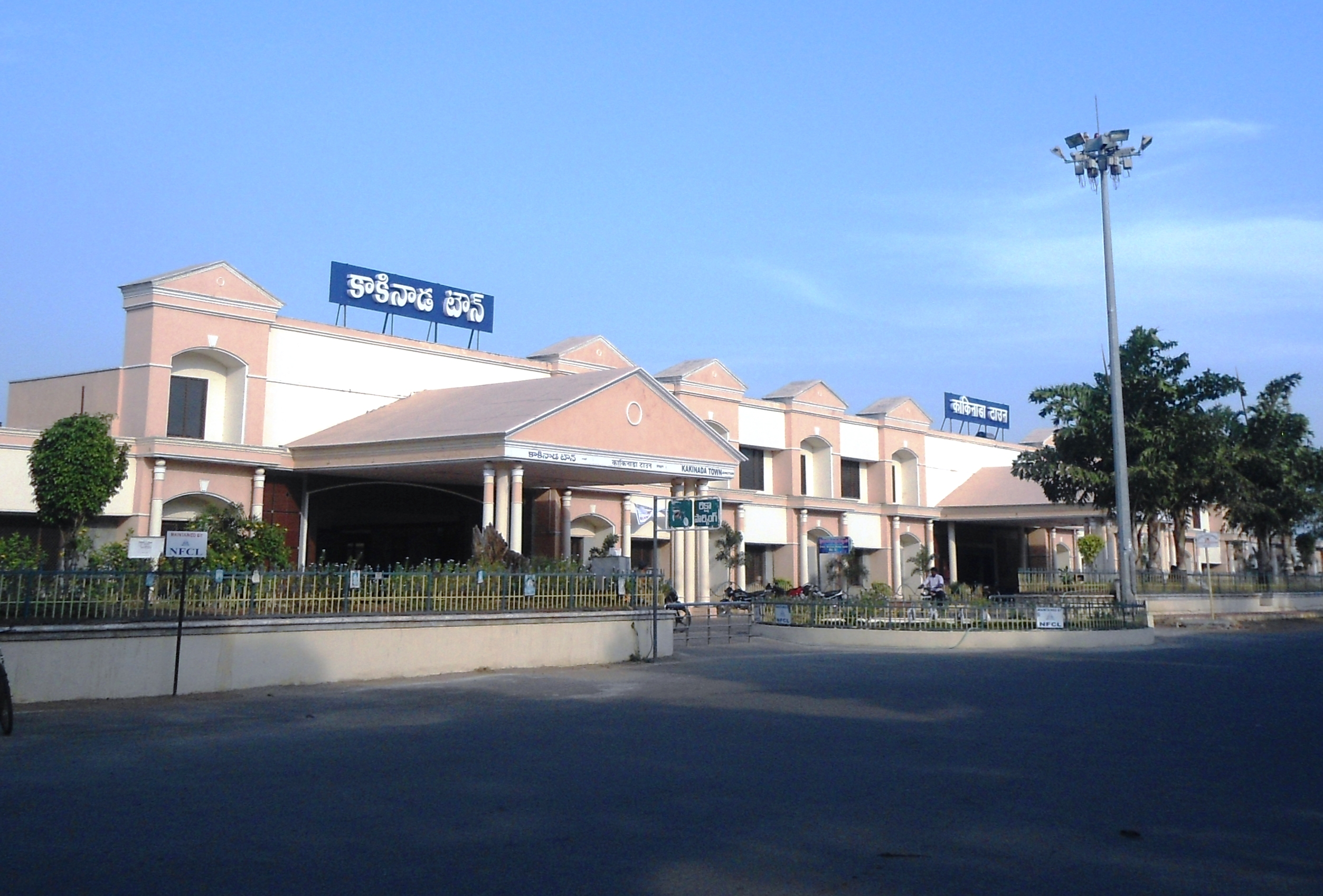
Kakinada Town Jn. Центральний вхід залізничного вокзалу

SCR керує своїм вагонним депо, яке є одним із середніх складів у відділенні Віджаявада. Це друга станція після залізничної станції Vijayawada Junction, яка має проміжний капітальний ремонт IOH для всіх типів вагонів.

### Водні шляхи

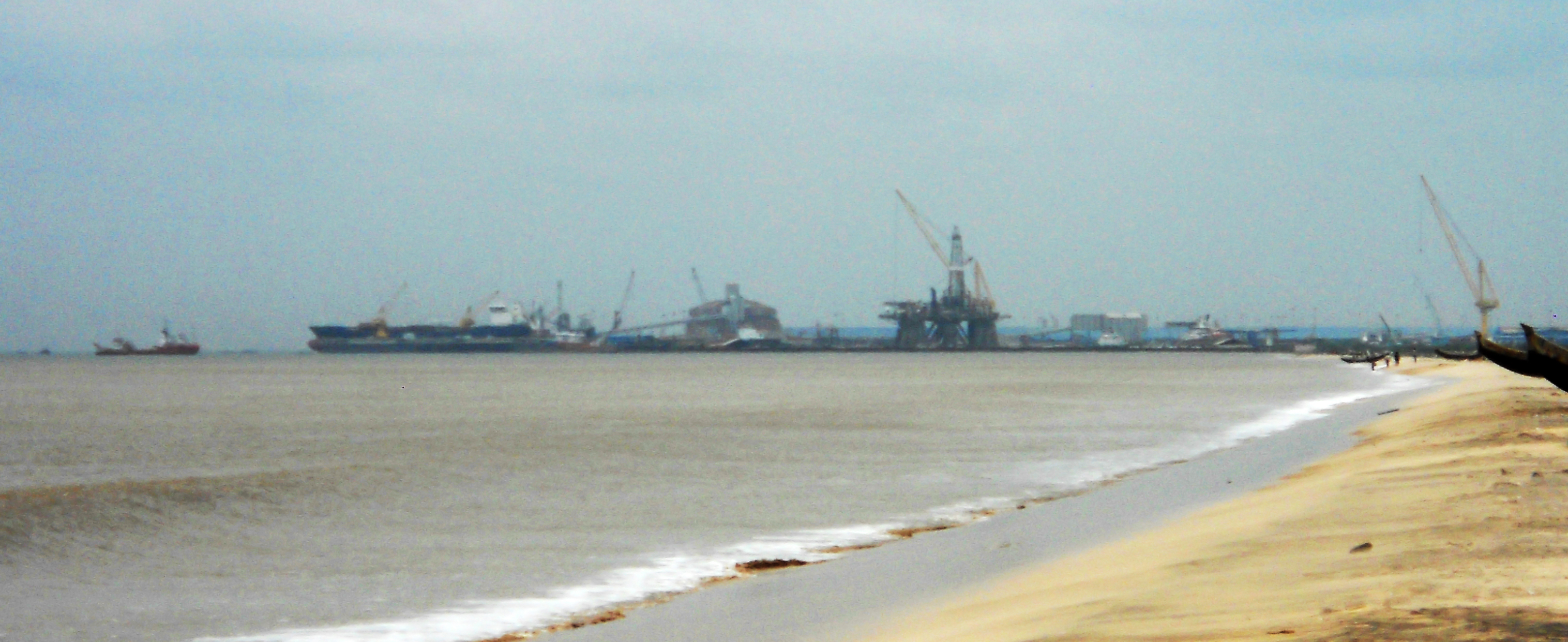
Далекий вид на порт Какінади з пляжу

Порт Какінади розташований на березі Бенгальської затоки. Це один із проміжних портів у державі. Національний водний шлях 4 з'єднує Какінаду з Пудучеррі та був оголошений у 2008 році Національним водним шляхом Управлінням внутрішніх водних шляхів Індії для вантажних перевезень і туризму.

### Авіалінії
Найближчий аеропорт Раджамундрі, за 55 км від міста. Reliance Industries Ltd (RIL) керує аеродромом у Гадімозі в місті. У Коканаді зупинялися Франческо де Пінедо з Regia Aeronautica та його механік Ернесто Кампанеллі під час польоту Пінедо в 1925 році Рим-Австралія-Токіо-Рим.

## Освіта

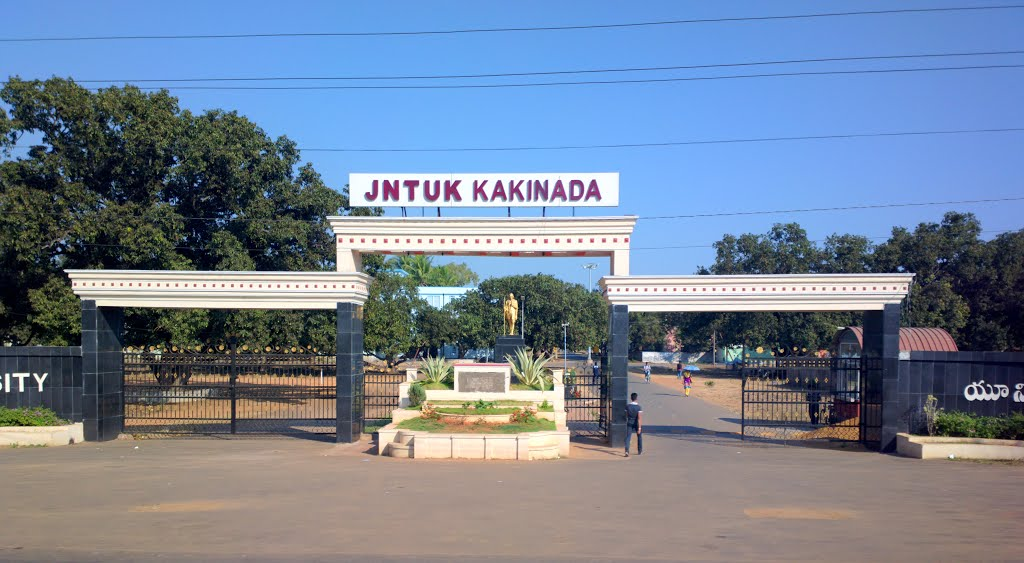
Одні з вхідних воріт JNTU, Какінада

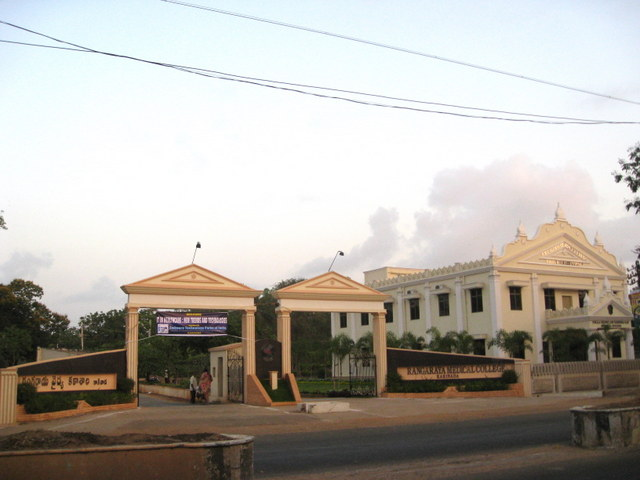
Вхід до медичного коледжу Ранґарая

Какінада, відомий як освітній центр в Андгра-Прадеш, пропонує широкий вибір початкової, середньої та вищої освіти. Початкову та середню освіту в місті пропонують державні, фінансові та приватні школи під керівництвом Департаменту шкільної освіти штату Андгра-Прадеш з навчанням англійською та телугу.
Місто та його околиці є домівкою для численних професійних закладів, які пропонують курси в таких галузях, як інженерія, медицина, інформаційні технології та менеджмент на рівні бакалаврату та післядипломної освіти. Серед цих закладів особливо виділяється Технологічний університет імені Джавахарлала Неру в Какінаді (JNTU Kakinada). Спочатку заснований як Вішакапатнамський інженерний коледж на колишній військовій території, він пропонує різноманітні інженерні програми та включає бізнес-школу.
Медичний коледж Ранґарая, заснований у 1958 році доктором М. В. Крішна Рао та доктором Датла Сатьянараяна Раджу, є ще одним відомим закладом у місті. Спочатку підтримувався пожертвуваннями, включаючи землю та фінансові внески від різних благодійників, до 1981 року коледж став повністю державним закладом. Урядова загальна лікарня, Какінада, слугує його навчальною лікарнею.
Центр післядипломної освіти університету Андгра, заснований у 1977 році, надає вищу освіту в Какінаді. Він розташований на 50,93-акра (20,61 га) кампус у Тхіммапурамі, приблизно за шість кілометрів від залізничної станції міста Какінада. Політехнічний інститут Андгра, один із найстаріших навчальних закладів у місті, був заснований у 1946 році урядом Британських Індій на землі, подарованій M. S. N. Charities у Джаганнайкпурі.
В останні роки освітній ландшафт Какінади розширився завдяки створенню Індійського інституту зовнішньої торгівлі (IIFT), відкритого Міністерством торгівлі та промисловості, що зробило його третім кампусом IIFT у країні після Делі та Калькутти.
Крім того, місто є домівкою для кількох інших відомих навчальних закладів, у тому числі Коледжу урядового зв'язку з громадськістю та Ідеального коледжу мистецтв і наук, які пропонують курси бакалаврату та післядипломної освіти. Національний технологічний інститут Андгра-Прадеш, розташований у Тадепаллігудемі, також розташований за 80 кілометрів від Какінади, що ще більше зміцнює репутацію регіону як освітнього центру.

## Туризм

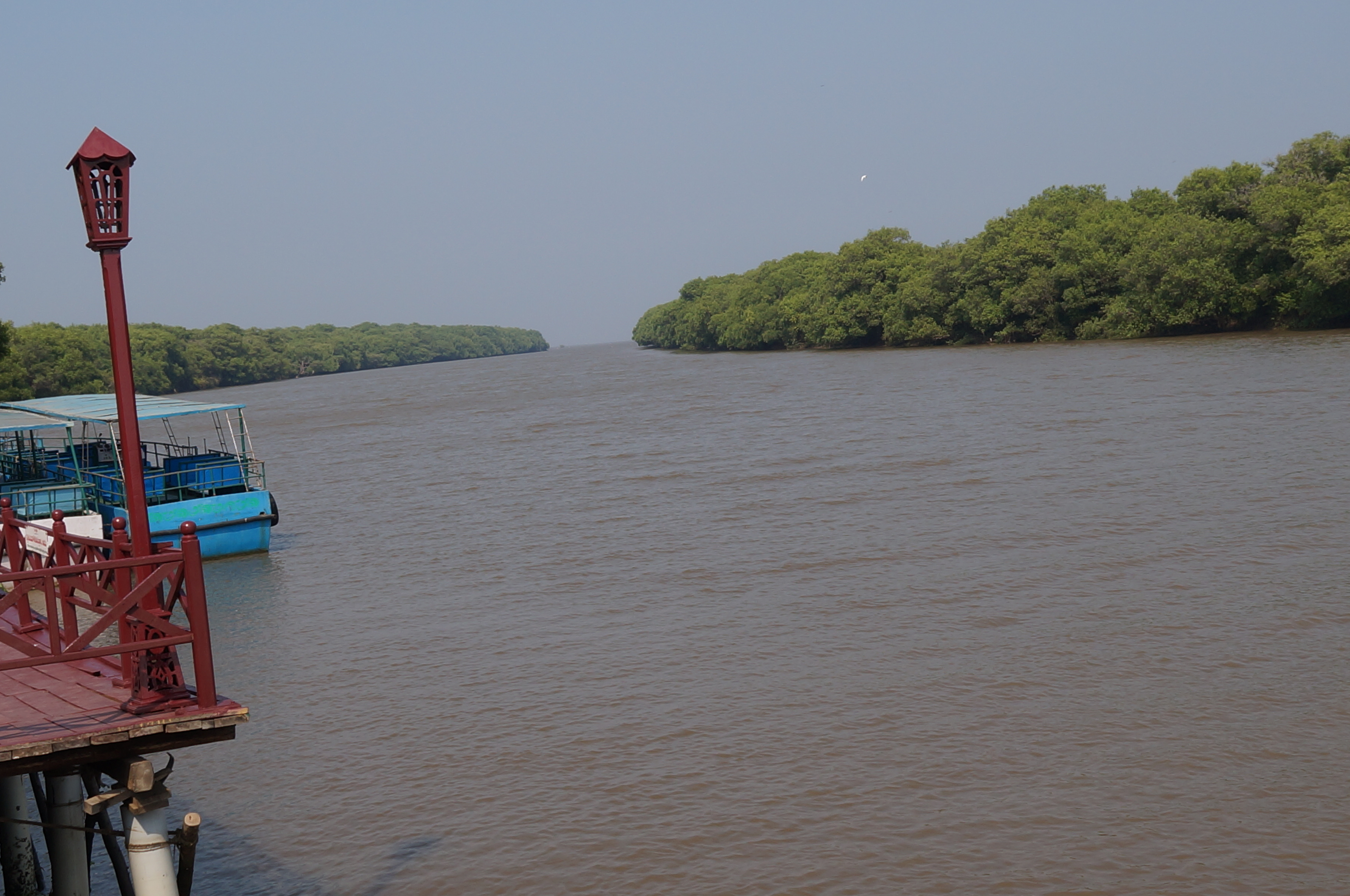
Заповідник дикої природи Корінга

Заповідник дикої природи Корінга, частина дельти Годаварі, острів Хоуп, Індія, піщана коса, утворена Годаварі, Конасеема, мальовничими островами дельти Годаварі. Це другий за величиною мангровий ліс в Індії після Сундарбану. Пляж Уппада в основному вважається пляжем Какінада, який має одну з найдовших берегових ліній на індійських пляжах. Пляж Какінада призначений для його м'якої блакитної води та холодного бризу протягом усього дня.
Храм Бгаванараяна Свамі в Сарпаварамі в передмісті Какінади — це історичний храм, відомий своїм міфологічним значенням, складною архітектурою та історичними написами, що датуються різними династіями. Археологічна служба Індії (ASI) у штаті Андгра-Прадеш визнала його однією з пам'яток, що охороняються державою. Храм Бала Тріпура Сундарі Деві — відомий храм, розташований у місті. Храми Сур'янараяна Свамі та Кодандарама розташовані в Г. Мамідаді, що за 20 км від міста.

## Спорт
Найпопулярнішою грою в місті є крикет, за ним йдуть бадмінтон і легка атлетика. Какінада є домівкою для кількох місцевих команд з крикету, які беруть участь у окружних і зональних матчах, зі стадіоном, який використовується для матчів Ranji Trophy. Управління спорту Східного Годаварі має в місті спортивний комплекс із критим стадіоном і плавальним басейном. Індійська збірна Ханума Вігарі родом із Какінади.
Тенісу навчає студентів KTA (Kakinada Tennis Academy) на тенісних кортах медичного коледжу Ранґарая. У парку Вівекананда є каток для катання на роликах.